# The Murky Brine
The Murky Brine to tytuł debiutanckiego albumu grupy HaWthorn, złożonej z długoletnich współpracowników muzycznych: wokalisty i gitarzysty Tony'ego Wakeforda oraz skrzypka i wokalisty Matta Howdena. Płyta wydana w 2004 roku (zob. 2004 w muzyce) przez niemiecki Trisol Music Group GmbH.

## Spis utworów
1. The Law
2. Now and at the Hour of Our Death
3. Rose Coloured Sky
4. Moonlight and Mist
5. Ship Money
6. Beneath the May Tree
7. Oh Sea, You Have Taken Me!
8. HaWthorn Tree
9. When My Ship Comes In
10. House of Locks
11. Carry Me Home